# De laatste eenhoorn
De laatste eenhoorn (The Last Unicorn) is een fantasyboek van de Amerikaanse schrijver Peter S. Beagle uit 1968.

## Verhaal
De laatste eenhoorn gaat op onderzoek uit om te achterhalen wat er met haar onsterfelijke soortgenoten is gebeurd. Ze krijgt hulp van de sjofele tovenaar Schmendrick en de onstuimige Molly Grue.

## Film
In 1982 werd er een tekenfilm gemaakt, naar een scenario van Peter S. Beagle, de schrijver van het boek. De film werd geproduceerd door het Amerikaanse Rankin/Bass, maar de animaties werden uitbesteed aan het Japanse Topcraft, waarvan de hoofdartiesten onder leiding van Hayao Miyazaki niet lang daarna de beroemde Studio Ghibli oprichtten.

### Stemmencast

#### Originele versie (1982)
- The Last Unicorn/Amalthea: Mia Farrow
- Schmendrick: Alan Arkin
- King Haggard: Christopher Lee
- Molly Grue: Tammy Grimes
- Lir: Jeff Bridges
- Mommy Fortuna: Angela Lansbury
- The Butterfly: Robert Klein
- The Skull: Rene Auberjonois

#### Nederlandse versie (1982)
- Molly: Leontien Ceulemans
- Andere stemmen: Coen Flink, Fred Butter, Jan Borkus, Kees Broos, Jan Anne Drenth, Rein Edzard, Mart Gevers, Paul van Gorcum, Hans Hoekman, Marcel Maas, Dick Scheffer, Christine Schreuder en Jan Wegter

#### Nederlandse versie (2006)
Thijs van Aken, Timo Bakker, Louis van Beek, Hein van Beem, Pepijn Gunneweg, Nathalie Haneveld, Marloes van den Heuvel, Marcel Jonker, Jan Nonhof, Leo Richardson, Waldemar Torenstra, Hymke de Vries & Olaf Wijnants

## Vervolg
In 2004 werd een kort vervolg op het verhaal uitgegeven in het Engels: Two Hearts.

## Trivia
- Van het boek werden meer dan vijf miljoen exemplaren verkocht. Het werd in 20 talen vertaald.